# François-Nicolas Sourdat
François Nicolas Sourdat, né le 15 juillet 1745 à Troyes et mort le 23 août 1807 à Étampes, est une personnalité royaliste de la révolution française et essayiste français.

## Biographie
Lieutenant général de police à Troyes jusqu'en 1789, il fut l'un des défenseurs relatés au décret du 12 décembre 1792 qui se sont offerts à la défense de Louis XVI. Il contribua par ses écrits à sa défense.
Il figura sur la liste des émigrés. Ses biens furent confisqués, son hôtel de Troyes pillé en juillet 1789, il fut poursuivi et vécut dans la clandestinité. Il est probable qu'il ne quitta jamais la France. 
Il fut l'un des trois fondateurs (avec le chevalier Des Pomelles et Pierre Jacques Lemaître) du service de renseignement Agence royaliste de Paris, aussi connue sous le nom de "La Manufacture" et "Les Amis de Paris", créé en 1791 par l'ambassadeur d'Espagne Fernan Nuñes dans l'intention de renseigner le gouvernement espagnol.
Marié à Anne-Marie Le Feron des Tournelles, il est le père de Charles-Philippe Sourdat, officier des armées vendéennes, aide de camp du comte de Bourmont. Il termine sa vie juge à Étampes dans une relative pauvreté.

## Thèses
Un livre, Les Véritables auteurs de la Révolution de France de 1789, 1797, publié sous le pseudonyme de Jourde,  lui est attribué.  Dans ce livre, il analyse le rôle des protestants et des francs-maçons dans la révolution. Ils auraient procuré de l'argent aux révolutionnaires dont ils assuraient la propagande.

## Publications
- Les Véritables auteurs de la Révolution de France de 1789, 1797, publié sous le pseudonyme de Jourde.
- Vues générales sur le procès de Louis XVI, 1792
- Défense particulière pour Louis XVI : sur la journée du dix août, 1793
- Les Champenois du Roi, 1790.